# Lockheed AC-130
De Lockheed AC-130 is een gevechtsvliegtuig ontwikkeld door Lockheed, terwijl Boeing verantwoordelijk is voor de omzetting naar een gevechtsvliegtuig. Het is de zwaarbewapende variant van de C-130 Hercules.
De enige gebruiker van de Lockheed AC-130 is de United States Air Force (USAF). Voornamelijk worden de AC-130H Spectre- en de AC-130U Spooky-varianten ingezet voor luchtsteun, onderschepping, luchtmissies, bombardementen, voorkomen van bomaanslagen en het verdedigen van manschappen.

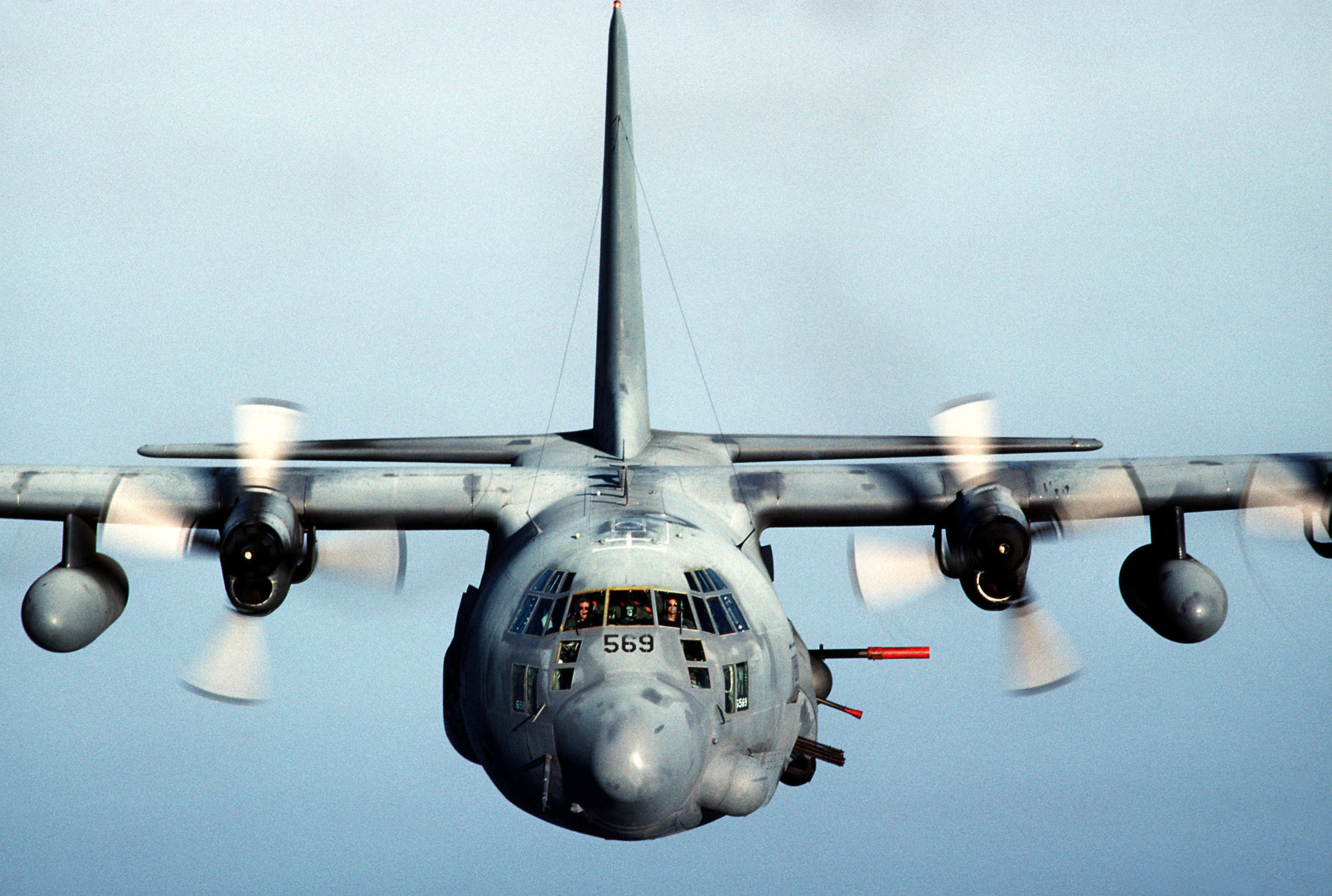
De AC-130H

Als voortzetting van de geschiedenis van de zijwaarts vurende AC-130-gunships, werd de nieuwe AC-130H Spectre ingevoerd als vervanger van de AC-130A-toestellen en als aanvulling op de AC-130H-gunshipvloot.
Het AC-130U-gunshipprogramma bestond oorspronkelijk uit 13 (later 17) nieuwe Lockheed C-130H-airframes die door Boeing en Rockwell waren aangepast. Hierdoor konden deze toestellen het gehele scala van bijzondere operaties uitvoeren zoals gerichte vuursteun, nachtelijke operaties en acties bij slecht weer en de mogelijkheid tot het langdurig rondcirkelen boven een doel tijdens alle Special Operations Forces- (SOF-) en conventionele taken. De AC-130U werd genoemd naar de vroegere AC-47D "Spooky". De naam "Spectre" werd gebruikt voor de overige AC-130H-gunships.
Een AC-130U was bewapend met een 25 mm-Gatling gun waarmee 1800 schoten per minuut afgevuurd konden worden, een enkelloops 40 mm-Bofors-snelvuurkanon en een 105 mm-houwitser. Bij de AC-130U waren de beide 20 mm-kanonnen die in de AC-130H werden gebruikt vervangen door één 25 mm-kanon en werden de andere wapens behouden. De AC-130U bezit de nieuwste technologie en kan twee doelen tegelijk aanvallen.
Het U-model-gunship is een van de ingewikkeldste wapensystemen ter wereld. In de besturings- en regelsoftware zijn ruim 609.000 commandoregels verwerkt. Hoewel nog steeds gebruik wordt gemaakt van het vertrouwde Lockheed C-130-airframe, zijn er nieuwe sensoren en een nieuw vuurcontrolesysteem in verwerkt. Dit heeft de aanvalscapaciteit verbeterd. Het vuurcontrolesysteem biedt de mogelijkheid meerdere doelen tegelijk aan te vallen. Twee doelen die meer dan een kilometer uit elkaar liggen kunnen zo met twee aparte sensoren worden bekeken en met twee verschillende kanonnen worden bestreken.
All light-level television, infraroodsensors en de Hughes APQ-180-radar (ook toegepast op de F-15E Strike Eagle) bieden 's nachts en in slecht weer uitkomst. De aanvalsradar vult dit nog verder aan.
De AC-130U is bij uitstek geschikt voor nachtelijke activiteiten; de vliegers beschikken over nachtzichtbrillen en systemen zoals de Forward looking infrared Radar en All Light Level Television, een Laser Sensor Tracker en twee laser-doelaanwijzers, die echter niet gekoppeld kunnen worden. De vuurcontroleradar APQ-180 helpt de AC-130 bij slecht zicht.
De gemiddelde operatiehoogte ligt tussen 5000-10000 voet in een cirkel van 5 mijl van een doel. Tot de sterke punten van de AC-130U behoort de mogelijkheid 4½ uur rond een doelwit te cirkelen. Hij vormt een uitstekende steun voor alle troops in contact (TIC) en is 's nachts op zijn best door al zijn sensoren. Ook beschikt hij over prima communicatiemogelijkheden.
De zwakheid van de AC-130U is de door al de extra massa verminderde manoeuvreerbaarheid en de beperkte overlevingsmogelijkheden bij een hightech grond-luchtdreiging. Hij is een relatief langzaam en groot doel en kan overdag niet worden ingezet in een omgeving met hoge grond-luchtdreiging.
Alle bewapening kan gekoppeld worden aan sensoren, waardoor nacht- of slechtweercapaciteit benut kan worden. De AC-130U is ook een zeer geïntegreerd wapensysteem; hij beschikt over een Battle Management Center (BMC) waar alle werkzaamheden van de bemanning tijdens de missie op elkaar worden afgestemd. Het BMC bestaat uit 5 controllers: de navigator (Nav), fire control officer (FCO), electronic warfare officer (EWO) en twee sensor operators die de Infrarood Detectie Set (IDS) en All Light Level Television (ALLTV) bedienen.
Om de overlevingsmogelijkheden te vergroten, werd gestreefd naar een vergroting van de reikwijdte en accuratesse van alle wapensystemen. Ook werden enkele elektronische systemen ingebouwd tegen moderne dreigingen. Het AC-130U-gunship-airframe beschikt ook over een gedeeltelijke bepantsering; het armor protection system.
De 16th Special Operations Wing op Hurlburt Field kreeg medio 1996 twee AC-130U-toestellen, waarmee de sterkte tot 12 AC-130U's werd uitgebreid en de personeelssterkte met 87 militairen werd opgevoerd.
In oktober 1997 kwamen twee door 4th SOS bemande AC-130U Spectre-gunships aan op Taegu airbase in Zuid-Korea. Daarvoor hadden ze een non-stopmissie vanuit Hurlburt Field in Florida uitgevoerd die 36 uur duurde. Deze missie werd uitgevoerd ten behoeve van de deelname van 4th SOS aan de oefening Foal Eagle 1997, die jaarlijks onder bevel van de Joint Chiefs of Staff wordt gehouden. Ook 6th SOS, het FID squadron, deed hieraan mee.
In augustus 1998 werden eenheden van 4th Special Operations Squadron ingezet boven Bosnië. Hierbij vlogen AC-130U Spooky-gunships van 4th SOS meer dan 230 missies en leverden zij luchtsteun en aanvalskracht en voerden zij verkenningen uit voor de NAVO-troepen bij de naleving van het Verdrag van Dayton.
Gedurende heel 1998 stond AFSOC constant paraat voor combat search and rescue voor operatie Joint Guard. Hierbij wisselden toestellen en personeel van 16th SOW en 352 SOG elkaar af naar San Vito in Italië. Dit wijzigde zich in maart 1999 tijdens de Kosovo-oorlog en de daaropvolgende Operatie Allied Force. Hierbij werden AC-130U's ingezet als gewapende verkenners. De inzet hielp in het beëindigen van de Kosovo-oorlog.

## Varianten
AC-130A Spectre
Negentien vliegtuigen omgezet van de C-130A, uit dienst gesteld in 1995.
Wapens:
- 4× 7,62 mm GAU-2/A machinegeweren
- 4× 20 mm (0.787 in) M61 Vulcan Gatling gun met zes lopen

- andere versie
- 2× 7,62 mm GAU-2/A machinegeweren
- 2× 20 mm M61 Vulcan Gatling gun met zes lopen
- 2× 40 mm (1.58 in) L/60 Bofors snelvuurkanon

AC-130E Spectre
Elf vliegtuigen omgezet van de C-130E, tien zijn later geüpgraded naar de AC-130H
AC-130H Spectre
Acht vliegtuigen zijn er gebouwd en operationeel bij de USAF
AC-130U Spooky II
Zeventien vliegtuigen zijn er gebouwd en operationeel bij de USAF
AC-130J
Zestien zijn er gepland om de AC-130H Spectre te vervangen met een groter oppervlak